# École supérieure des beaux-arts d'Alger Ahmed et Rabah Salim Asselah
Pour les articles homonymes, voir École des beaux-arts.
L'École supérieure des beaux-arts d'Alger (ESBA), communément dénommée « les Beaux-Arts d'Alger », est une école supérieure d'art algérienne située à Alger, fondée en 1843. École de dessin en 1843, l'établissement prit un caractère officiel en 1848 lorsqu'il devint École municipale. En 1881, bénéficiant de locaux plus vastes et plus spacieux, l'école inaugura son titre d'École nationale des beaux-arts d'Alger.
En 1954, on chargea les architectes Léon Claro et Jacques Darbeda de construire l'école actuelle dans les jardins du parc Gatliff (aujourd'hui parc Zyriab). En 1962, à l'indépendance du pays, l'École nationale d'architecture et des beaux-arts eut pour mission la formation des élites algériennes en architecture et en arts plastiques. Cette dichotomie prit fin avec le transfert des architectes à l'EPAU (École polytechnique d'architecture et d'urbanisme) en 1970. L'École nationale des beaux-arts fut érigée en École supérieure des beaux-arts en 1985. En 1994, l'école est renommée au nom de Ahmed et Rabah Salim Asselah, en guise de mémoire au directeur de l’école Ahmed Asselah et de son fils Rabah-Selim assassinés tous les deux au sein même de l’établissement le 5 mars 1994.

## Histoire de l'école

### École municipale des beaux-arts d'Alger (1848-1881)
Située à la fin du XIXe siècle rue des généraux Morris en ville neuve, elle comprenait trois sections : peinture, sculpture et musique. Après 1881, elle devint le conservatoire municipal des beaux-arts.

### École nationale des beaux-arts d'Alger (1881-1962)
L'École nationale des beaux-arts d'Alger fut créée par décret du 8 novembre 1881, abritée dans une ancienne mosquée du quartier de la Marine située entre la rue d'Orléans et la rue des Consuls (mosquée el Kechach). Les conditions de travail étaient difficiles et inadaptés à un enseignement de qualité en raison de moyens dérisoires.
Avec le musée des Beaux-Arts d'Alger, cette école se servait en tant que structure officielle du colonialisme. Sous la politique de Charles Jonnart, on voulait créer sur place une élite artistique. L’effort porta sur tous les domaines de la production, par la mise en place d'écoles des beaux-arts, puis de l’ensemble des institutions artistiques publiques (musées, salles d’exposition, prix et bourses divers) ou privées (galeries, ateliers, salons de vente), qui vivent de l’art et le font vivre. On éprouva le besoin de se regrouper avec les élites locales pour développer l'enseignement artistique dans la ville, et créer des collections susceptibles « d’éveiller et de développer chez les Algériens le goût du vrai et du beau ». Ainsi naquit la Société algérienne des beaux-arts, qui devait fonder un embryon de musée et offrir des cours libres d’accès. Charles Labbé y fut professeur de dessin avant de prendre la direction de l’École nationale des beaux-arts.
Lorsqu'un nouveau directeur, Hippolyte Dubois, est désigné en 1885, il trouve une situation améliorée et stabilisée. Avec l’école des beaux-arts, l’Algérie, s’en est trouvée dotée. La peinture de chevalet est devenue une activité autonome et les peintres se sont imposés en tant que groupe social.
Les origines des élèves étaient très diverses — française, française naturalisée, italienne, espagnole et maltaise — et ce fait est lié étroitement à la politique systématique de colonisation officielle de la France.
Par contre, la vitalité de l’école se mesure essentiellement à ses relations étroites avec les autres organismes artistiques locaux, plus particulièrement avec la villa Abd-el-Tif. Les pensionnaires de la villa influencent les élèves de l’École des beaux-arts par l’enseignement à travers le propre atelier.
Confortés par les divers salons parisiens tels celui de la Société nationale des beaux-arts ou des artistes français, la plupart de ces élèves sont arrivés à Paris, le lieu par excellence de la consécration de leur talent, dans l'espoir d’une carrière académique commençant aux Beaux-Arts et visant le Salon.
Tous les cours étaient gratuits et l'on était admis à les fréquenter sans examen d'entrée. On y enseignait les disciplines suivantes : dessin, peinture, perspective, modelage, architecture, anatomie, histoire de l'art, décoration, mathématiques, plus une section de céramique pour les autochtones. Les élèves préparaient les examens d'admission à l'École des beaux-arts de Paris ou les concours pour l'obtention du brevet de professeur de dessin. L'école était un lieu d'enseignement officiel suivant les directives de l'Académie des beaux-arts de Paris, mais ambigu car professeurs et étudiants ne se privaient pas de contester, d'innover et d'évoluer vers les idées neuves qui parcouraient l'Europe et l'Afrique du Nord, faisant fi des académiciens. L'École accueillait beaucoup d’élèves (en 1927, l'école comptait quatre cents élèves) mais elle n’était pas le seul lieu de la formation artistique à Alger ; il y existait des académies de peinture privées florissantes, comme celle du peintre Antoine Druet, dont Georges-Antoine Rochegrosse devint l’un des principaux animateurs vers 1905.
En 1946, fut acquis au Télemly le terrain de la villa Séverin Houge d'une superficie de 10 572 m2. L'édification d'un nouveau bâtiment fut confiée aux architectes Léon Claro et Jacques Darbéda. Les travaux débutèrent fin 1950 et s'achevèrent en 1954. Le site dans lequel l'école s'implanta était placé à flanc de coteau avec vue quasi-aérienne sur le port au-dessus des frondaisons du parc de Galland (parc de la Liberté). En 1952, l'école comptait trois cent huit élèves.

### École nationale d'architecture et des beaux-arts (1962-1970)

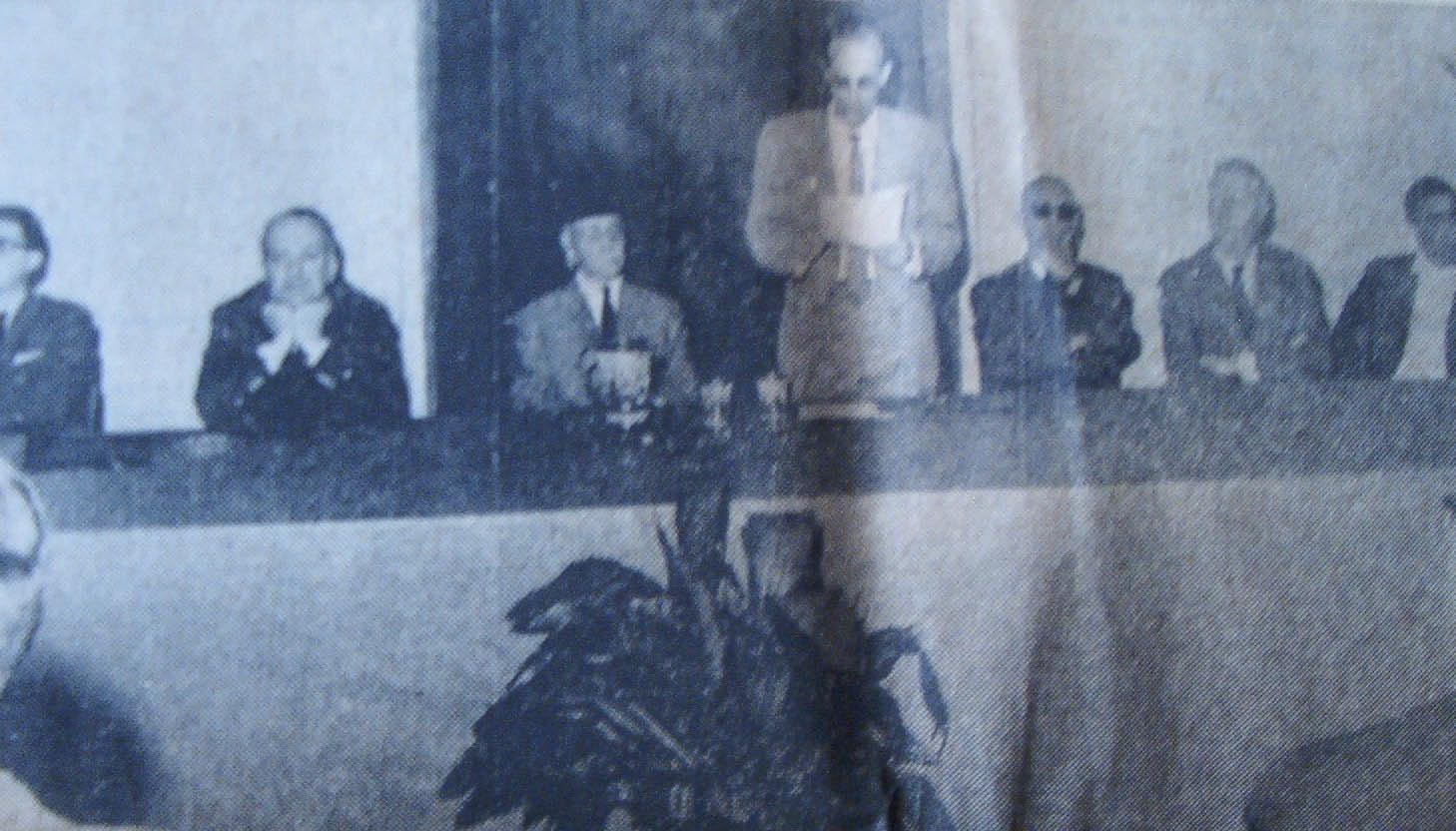
Remise des prix à l'ENABA en juin 1963. Bachir Yellès lit le palmarès, avec Léon Claro à sa gauche.

L'école avait souffert des évènements qui secouèrent l'Algérie. Elle avait été plastiquée par l'OAS et certains locaux de l'aile ouest du bâtiment étaient à réaménager.
Bachir Yellès fut nommé directeur. Ayant exercé des années durant en qualité de chef de circonscription artisanale dans différentes régions du pays, il était, à l'époque, le seul peintre algérien à avoir des compétences de gestionnaire. La première rentrée scolaire de l'Algérie indépendante eut lieu le 15 novembre 1962. Dans leur majorité les nouveaux étudiants de la « Promotion de l'Indépendance » (quatre vingts au total) n'avaient pas de diplôme, y compris ceux inscrits en architecture (presque aucun baccalauréat).
L'ENABA (décret du 8 mai 1968) dispensait trois enseignements distincts : l'architecture ; les beaux-arts (peinture, sculpture, décoration, perspective, histoire de l'art, anatomie) ; les arts appliqués (miniature, enluminure, peinture sur bois, céramique, reliure, calligraphie, mosaïque).
En 1968-1969, un vent de contestation souffla sur l'université algérienne dont les principaux animateurs étaient étudiants en architecture à l'école : Mahmoud Mahdi dit Zorba, Tewfik Guerroudj et Mohamed Athmani. La situation était alors assez confuse. En 1970, on transféra la section architecture à El Harrach où fut créée l'École polytechnique d'architecture et d'urbanisme.

### École nationale des beaux-arts (1970-1985)
En section beaux-arts, les élèves, du niveau du brevet des collèges, étaient acceptés sur concours d'entrée comportant une épreuve pratique et une épreuve théorique.
Les disciplines suivantes étaient enseignées : peinture, sculpture, arts graphiques, art mural, métiers d'art, décoration plane, décoration d'intérieur, communication visuelle, scénographie et esthétique industrielle.
Les études étaient sanctionnées au bout de trois ans par le certificat d'aptitude à une formation artistique supérieure (CAFAS) et par le diplôme national des beaux-arts après une année complémentaire de spécialisation. À partir de l'année 1975-1976, ces diplômes étaient devenus le certificat d'enseignement artistique généralisé (CEAG) et le diplôme national d'études des beaux-arts.

### École supérieure des beaux-arts depuis 1985
C'est le décret du 27 octobre 1985 qui va ériger l'École nationale des beaux-arts en École supérieure des beaux-arts.
L'ESBA propose des formations d'une durée de cinq ans en peinture, sculpture, céramique, miniature, design graphique et design aménagement. L'entrée se fait sur concours. Un diplôme d'études supérieures artistiques dans la filière concernée sanctionne les études.

## Collections, conservation et expositions
L'École supérieure des beaux-arts d'Alger possède un immense patrimoine, légué depuis 1843 par les travaux de ses élèves, mais aussi de tous les modèles pédagogiques acquis pour leur formation ainsi que de donations.
Ces collections se composent de peintures, d'objets de différents types d'arts décoratifs, de sculptures, de dessins, de dessins d'architecture, de gravures et estampes, de photographies, de livres, de pièces d'archives manuscrites (lettres, inventaires, registres, notes) ainsi que d'importants manuscrits enluminés, complets ou fragmentaires.
Si ces collections ne sont pas présentées de façon permanente, elles font l'objet d'expositions régulières au sein de l'École ou font l'objet de prêts. Les étudiants de l'École, ainsi que les étudiants à partir du 3e cycle et chercheurs en histoire de l'art, ont la possibilité de consulter la documentation et les œuvres communicables, sur rendez-vous, en salle de lecture.

Choix d'œuvres de la collection
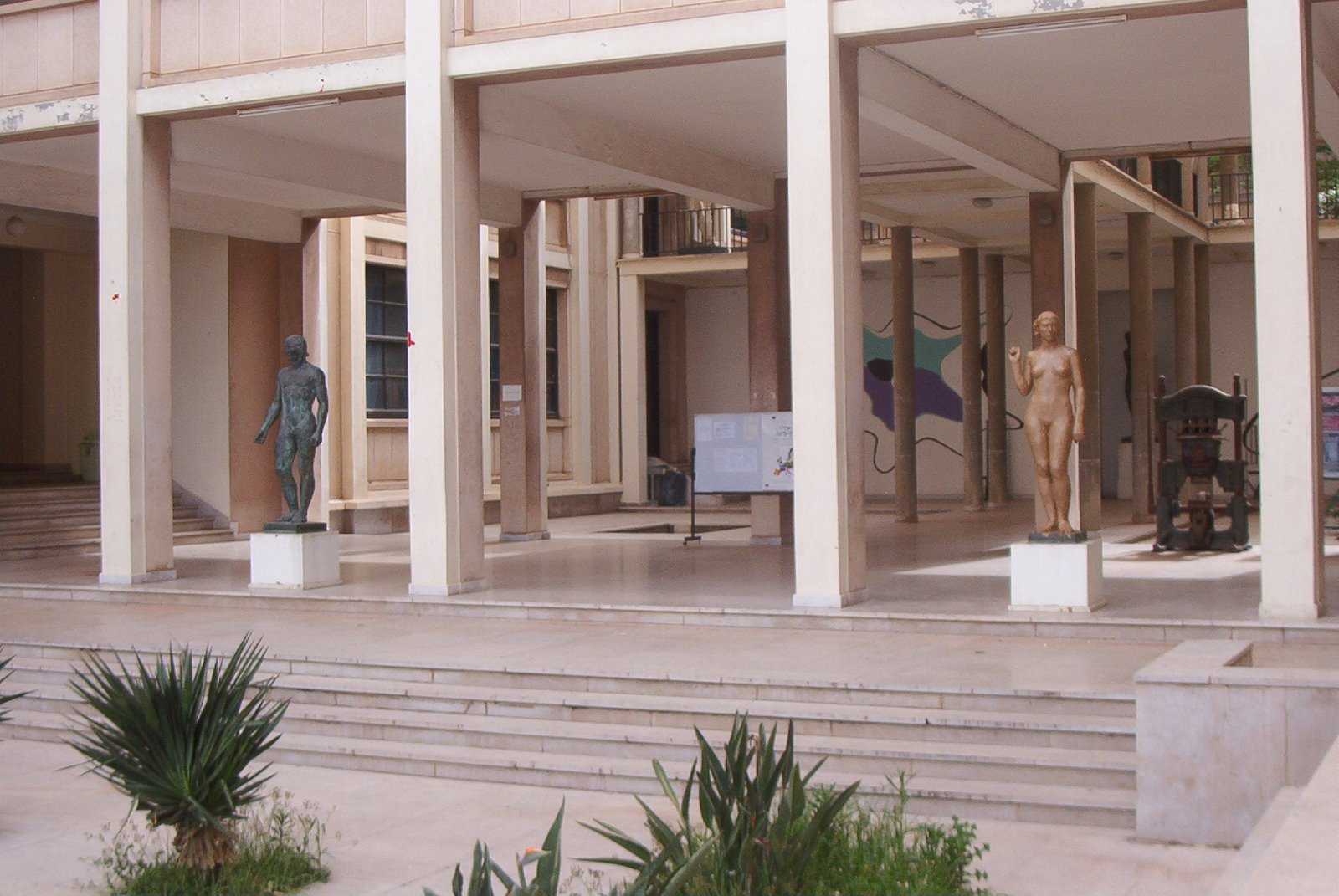
Œuvres de Paul Belmondo à l'École supérieure des beaux-arts d'Alger.
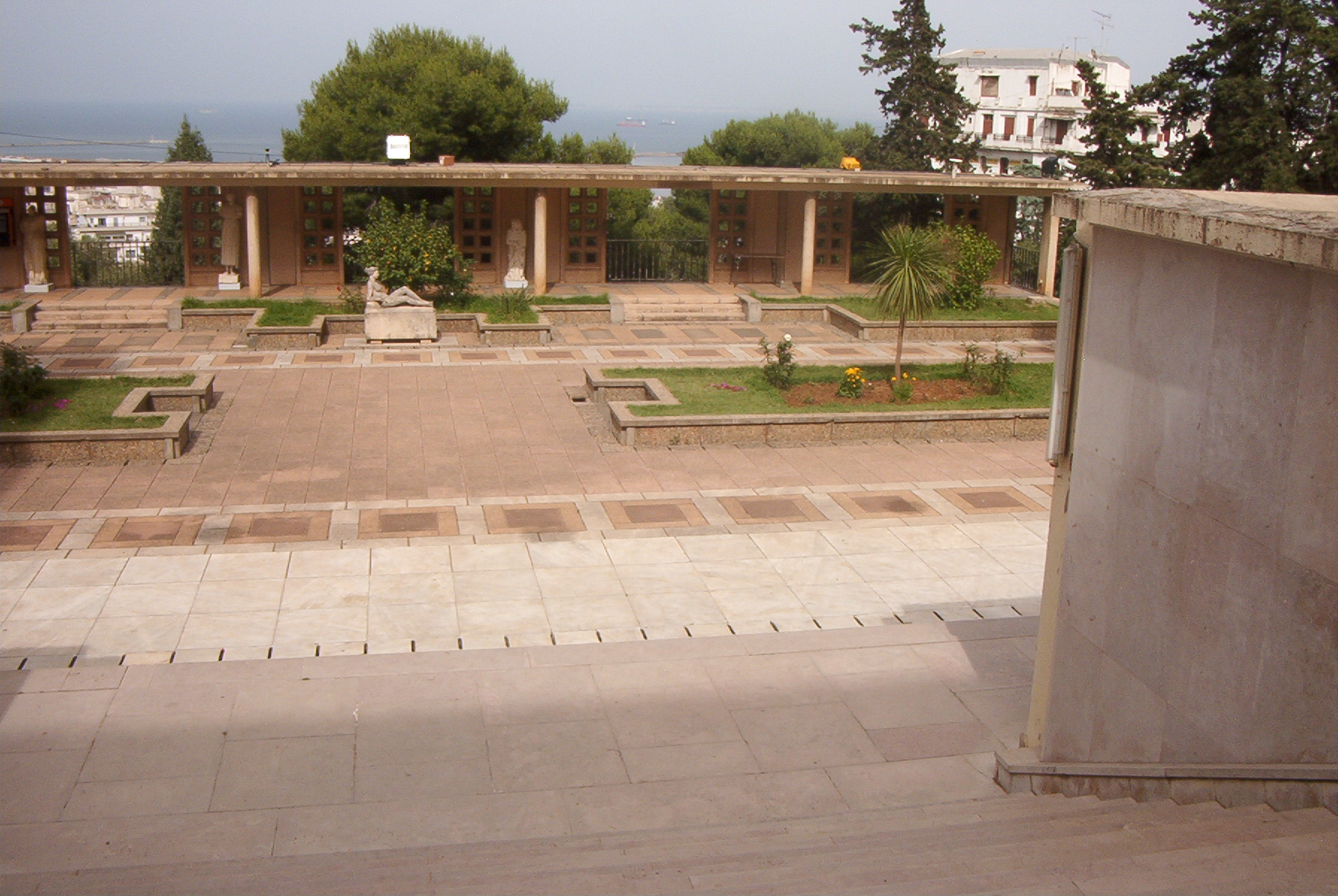
La Cérès de Belmondo dans la cour de l'École supérieure des beaux-arts d'Alger.

En 2023, l'école a reçu de l’ambassade de Pologne en Algérie, un don d’une collection d’affiches qui rassemble 85 œuvres de 32 artistes issus de l’école polonaise de l’affiche, afin de contribuer à l’épanouissement des arts graphiques en Algérie.

## Membres de l'ESBA

### Direction

#### De 1881 à 1962
- Émile Charles Labbé (de 1881 à 1885), peintre ;
- Hippolyte Dubois (de 1885 à 1909), peintre ;
- Leon Cauvy (de 1909 à 1933), peintre ;
- Louis Ferdinand Antoni (de 1933 à 1938), peintre et sculpteur ;
- Yvan Alfred Lhot (de 1938 à 1959 ), peintre ;
- Pierre Oliver (de 1959 à 1962), peintre ;

#### De 1962 à nos jours
- Bachir Yellès (1962-1982), peintre.

- Ahmed Asselah (1982-1994), administrateur.

- Mohammed Djehiche (1994-2000), historien de l'art, muséologue ;
- Mustapha  Bouamama (2000-2002) docteur en art, directeur par intérim ;juillet 2022
- Mohammed Djehiche (2002-2006), historien de l'art, muséologue ;
- Hamida Agsous (2006-2007), PES directrice par intérim ;
- Nasreddine Kassab (2007-2012), Architecte Du Patrimoine enseignant chercheur, Directeur;
- Kamel Chaou (2012-2015), docteur en Histoire chercheur, Directeur;
- Mustapha  Bouamama (2015-2019), docteur en art, directeur .
- Remdan Boudjnah (2019- 2020) , ordonnateur limogé.
- Djamel Larouk (2020- 2 juillet 2022), artiste plasticien, doctorant en philosophie, chercheur en art, Directeur[9];
- Belhadj Tarchaoui (2022-)

professeur de l'histoire de l'Art université de Tlemcen. ex chef de département des arts université de Tlemcen ex vice doyen charge des affaires des étudiants facultés de lettres 

### Corps professoral

#### De 1881 à 1962
- Hippolyte Dubois (1885-1909), peinture ;
- Georges Rochegrosse (vers 1900- ?), peinture ;
- Leon Cauvy (1909-1933), peinture ;
- Louis Ferdinand Antoni (1912-1940), dessin ;
- Paul Nicolaï (années 1920-années 1940), peinture ;
- Camille Alaphilippe (1925), sculpture ;
- Mohammed Racim (1933), dessin ;
- Georges Halbout du Tanney (vers 1934), sculpture ;
- Andrée Du Pac (1934), dessin ;
- Mohamed Kechkoul (1938-1942), sculpture ;
- Mohamed Cherrad, dit Si Sefti (1938), décoration ;
- Louis Fernez (1941-1954), peinture ;
- Pierre Oliver (1943), peinture ;
- Étienne Chevalier (1943-1964), dessin ;
- André Greck (1943-1962), sculpture ;
- Mustapha Ben Debbagh (1943-1982), peinture ;
- Léon Claro (1946), architecture ;
- Jean Alazard (1946), histoire de l'art ;
- Omar Racim (1947), enluminure, calligraphie ;
- Jean-Eugène Bersier (1947-1958), gravure ;
- Émile Gaudissard (1950), peinture ;
- Mohamed Ranem (1960), peinture ;
- Ali Ali-Khodja (1961-1994), décoration.

#### De 1962 à 1970
- Étienne Chevalier (1943-1964), dessin ;
- Mustapha Ben Debbagh (1943-1982), peinture sur bois ;
- Léon Claro (1946-1964), architecture ;
- Ali Ali-Khodja (1961-1994), décoration, dessin ;
- Choukri Mesli (1962-1993), peinture ;
- M'hamed Issiakhem (1962-1966), gravure sur métal ;
- Denis Martinez (1963-1994), peinture ;
- Mohamed Temmam (1963-1983), miniature, calligraphie ;
- Mustapha Adane (1965-1985),sculpture, dessin.

#### De 1970 à 1985
- Ahmed Kichou (1978-?), céramique ;
- Abdelmadjid Chaïr (1975-1988), peinture ;
- Boubekeur Sahraoui (1977-2006), miniature ;
- Denis Martinez, dessin-peinture ;
- Hacène Chayani, décoration intérieure ;
- Kamal-Mourad Bouchali (1987-2010), design-aménagement, architecture et éclairagisme ;
- Malek Salah (1980-1987), peinture ;
- Mohamed Ranem, enluminure ;
- Mustapha Ben Debbagh, décoration sur bois ;
- Mohamed Bensaïd Cherifi, calligraphie ;
- Mustapha Boutadjine (1977-1988), design ;
- Filali Mustapha ; (1975-?), dessin ;
- Tahar Boukeroui (1988-1994), miniature ;
- Zoubir Hellal (1977-2011), architecture d'intérieur.

#### De 1985 à nos jours
- Mustapha  Bouamama ;
- Mohamed El-Ghobrini, design graphique ;
- Djennay ;
- Asselah ;
- Hakim Abbaci ;
- Kheira Slimani ;
- Noureddine Ferroukhi ;
- Djamel Larouk ;
- Yahya Malek ;
- Fatah Chergou ;
- Filali Mustapha ;
- Rafik Khachba ;
- Abderrahmen Ayadi ;
- Nasr Eddine Ayadi ;
- Mohammed Meftah ;
- Saif Eddine Cheraitia ;
- Aidoud Abderrahmen ;

### Élèves notables
Cette liste permet de retrouver certains artistes diplômés de l'école depuis 1843 :
- Eugène Deshayes, de 1880 à 1882, peintre ;
- Paul Belmondo (1914), sculpteur ;
- Paul Fenasse (1899-1976), peintre ;
- Gabriel Gugès (1903-1996), de 1917 à 1924, artiste peintre ;
- Maurice Adrey, peintre ;
- Abdelhalim Hemche (vers 1925), peintre ;
- Jean de Maisonseul (1930-1933), urbaniste et peintre ;
- Maria Manton (1936-1942), peintre ;
- Louis Nallard (1941), peintre ;
- Marcel Bouqueton (1938-1945), peintre ;
- Marcel Fiorini, peintre et graveur ;
- Bachir Yellès (1943-1947), peintre ;
- Pierre Tritsch (1945-1948), peintre ;
- Choukri Mesli (1948-1951), peintre ;
- Georges Hilbert (1917), sculpteur ;
- M'hamed Issiakhem (1947-1951), peintre ;
- Djamila Bent Mohamed
- Denis Martinez (1958), peintre ;
- Hadjira Preure (1978), peintre ;
- Ali Kichou (1978), peintre ;
- Ksenia Milicevic (1963-1968), architecte, urbaniste et peintre ;
- Bâaziz Hammache  sculpteur  (1977)
- Mokhtar Djaafer (1978-1982), peintre et graveur ;
- Arezki Larbi (1978-1982), peintre ;
- Abderrahmane Ould Mohand, peintre ;
- Slimane Ould Mohand (1983-1987), peintre et graveur ;
- Ali Silem (1969-1975), peintre et graveur ;
- Mustapha Boutadjine (1974), architecture d'intéreur.
- Amina Zoubir (1983-), plasticienne, réalisatrice et commissaire d’exposition d’art vidéo
- Kamel Yahiaoui (1985-1989), peintre et sculpteur ;
- Ali Dilem (vers 1990), caricaturiste.
- Adel Abdessemed (1990), sculpteur.
- L'Andalou, dessinateur de presse, caricaturiste, illustrateur et auteur de bande dessinée ;